# Йордже Дичев
Йордже Дичев е български революционер, деец на Вътрешната македоно-одринска революционна организация.

## Биография
Роден е през 1862 година или през март 1877 в неврокопското село Ковачевица, тогава в Османската империя. Дядо му Йордже Димитров даравя пари за построяването на ново училище в селото, а баща му и брат му са убити от турци. Йордже Дичев завършва двукласното българско училище в Неврокоп и след това започва да учи в Сярското българско педагогическо училище. След това, според една версия завършва гимназия в Пловдив, а според друга постъпва на лечение на рана на ръката в София, където се запознава с дейци на македонското освободително движение. След излекуването си се опитва да постъпи в чета, но не е приет и вместо това е назначен за куриер между Ковачица и четите в Неврокопско и Лъжене в България. Заподозрян от властите е назначен за учител в Ковачевица.
На 1 март 1902 година става секретар в четата на Иван Даскала (Копаран Чауш), но на 7 май четата е предадена от гъркомани край Волак, Драмско, и в сражение с аскер е разбита. Тежко ранен, Йордже Дичев се укрива 2-3 дена в пещерите над Плевня. Предаден е от овчар гъркоманин и обграден. Сред като изхабява бомбите си се самоубива, за да не бъде заловен. Главата му е отрязана и разнасяна из Драма. Трупът му е погребан край Плевня от семейство Вълеви. По-късно Македонската младежка организация в Ковачевица е кръстена „Йордже Дичев“.